# 安娜·赖因哈特
安娜‧赖因哈特（1484年—1538年），瑞士宗教改革領袖慈運理之妻。
安娜于1484年前后在苏黎世出生。她的父母奥斯瓦尔特与伊丽沙白·温曲尔恩（Oswald & Elsbethe Wynzürn）是旅店老板。1504年結婚，但婚姻未得到当时公公的同意，婚后13年丈夫作戰負傷去世。
1519年照顧身染瘟疫的神父慈运理，兩人愈走愈近，1522年秘密结婚，但两人的婚姻于1524年4月2日才在教堂舉行公開儀式。 
她的丈夫慈運理与长子格罗尔德（Gerold）死于1531年的第二次卡佩尔战争。海因里希·布林格（Heinrich Bullinger）随后收留了她，直到她1538年过世。